# Semaine 32
D'après la norme ISO 8601, une semaine débute un lundi et s'achève un dimanche, et une semaine dépend d'une année lorsqu'elle place une majorité de ses sept jours dans l'année en question, soit au moins quatre. Dès lors, la semaine 32 est la semaine du trente-deuxième jeudi de l'année. Elle suit la semaine 31 et précède la semaine 33 de la même année.
La semaine 32 est pratiquement toujours la semaine du 9 août, sauf exceptionnellement, dans le cas d'une année bissextile commençant un jeudi.
Elle commence au plus tôt le 2 août et au plus tard le 9 août.
Elle se termine au plus tôt le 8 août et au plus tard le 15 août.

## Notations normalisées
La semaine 32 dans son ensemble est notée sous la forme W32 pour abréger.
| Jour de la semaine 32 | Notation |
| --------------------- | -------- |
| Lundi                 | W32-1    |
| Mardi                 | W32-2    |
| Mercredi              | W32-3    |
| Jeudi                 | W32-4    |
| Vendredi              | W32-5    |
| Samedi                | W32-6    |
| Dimanche              | W32-7    |

## Cas de figure
| Cas | Le 31 décembre est… | L'année est une année… | Le trente-deuxième jeudi de l'année tombe… | La semaine 32 débute… | La semaine 32 s'achève… | Premier cas après 2008 |
| --- | ------------------- | ---------------------- | ------------------------------------------ | --------------------- | ----------------------- | ---------------------- |
| 0   | Un vendredi         | bissextile DC          | Le 5 août                                  | Le lundi 2 août       | Le dimanche 8 août      | 2032                   |
| 1   | Un jeudi            | D ou ED                | Le 6 août                                  | Le lundi 3 août       | Le dimanche 9 août      | 2009                   |
| 2   | Un mercredi         | E ou FE                | Le 7 août                                  | Le lundi 4 août       | Le dimanche 10 août     | 2014                   |
| 3   | Un mardi            | F ou GF                | Le 8 août                                  | Le lundi 5 août       | Le dimanche 11 août     | 2013                   |
| 4   | Un lundi            | G ou AG                | Le 9 août                                  | Le lundi 6 août       | Le dimanche 12 août     | 2018                   |
| 5   | Un dimanche         | A ou BA                | Le 10 août                                 | Le lundi 7 août       | Le dimanche 13 août     | 2017                   |
| 6   | Un samedi           | B ou CB                | Le 11 août                                 | Le lundi 8 août       | Le dimanche 14 août     | 2011                   |
| 7   | Un vendredi         | C                      | Le 12 août                                 | Le lundi 9 août       | Le dimanche 15 août     | 2010                   |

1. 1 2 3  Dans ce cas, l'année compte une semaine 53.